# Polens herrlandslag i volleyboll

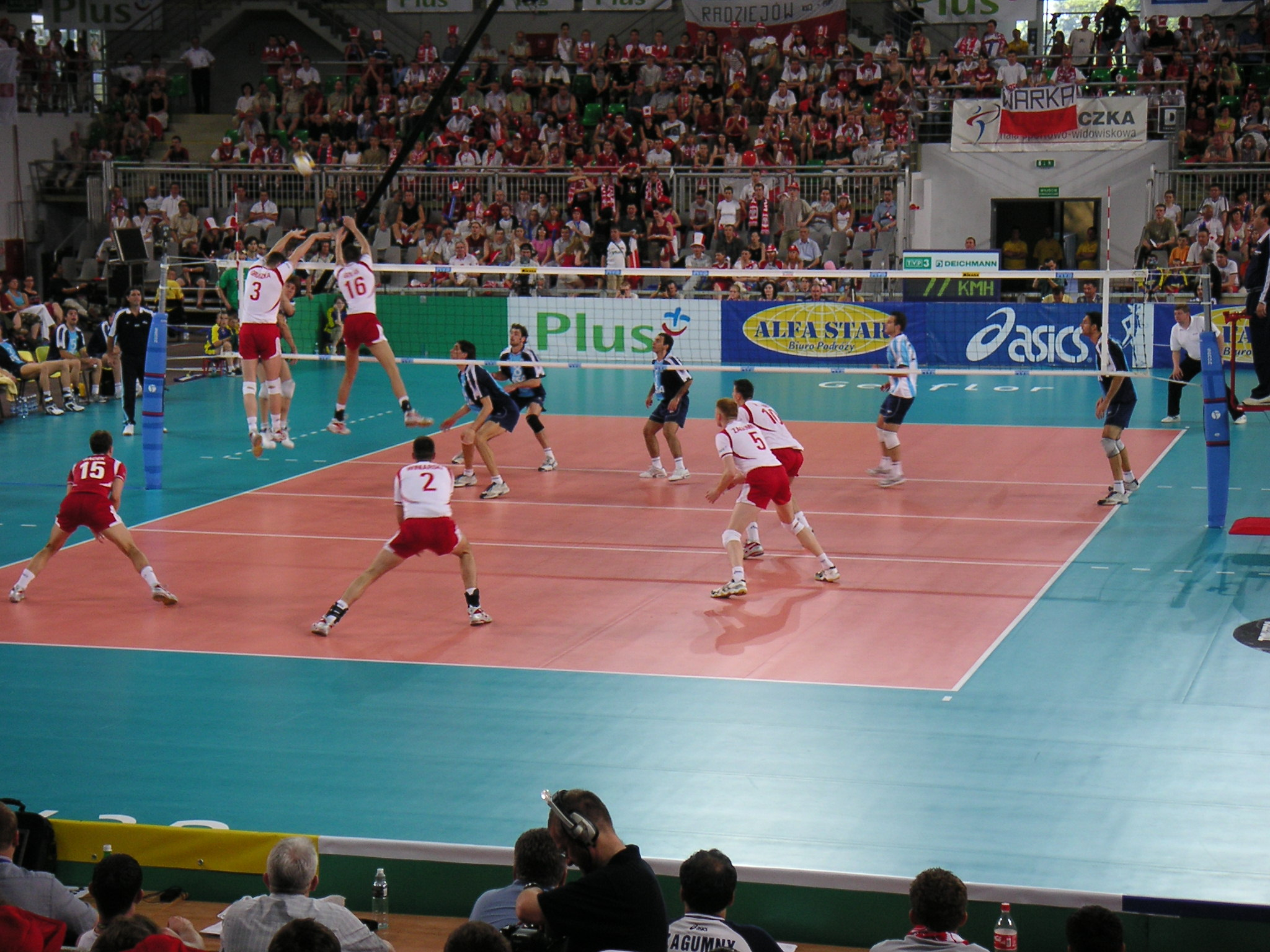
Polen-Argentina i Bydgoszcz 2005.

Polens herrlandslag i volleyboll (polska: Reprezentacja Polski w piłce siatkowej mężczyzn) representerar Polen i volleyboll på herrsidan. Laget blev världsmästare 1974, 2014 och 2018 samt tog olympiskt guld 1976 och blev Europamästare 2009 och 2023.

### Fotnoter
1. ↑  Todor Krastev (9 augusti 1974). ”Men Volleyball VIII World Championship 1974 Mexico City (MEX) - 12-28.10 - Winner Poland” (på engelska). Sport Statistics. Arkiverad från originalet den 16 november 2015. https://web.archive.org/web/20151116062009/http://todor66.com/volleyball/World/Men_1974.html. Läst 24 juni 2015.
2. ↑  Todor Krastev (9 augusti 2014). ”Men Volleyball XVIII World Championship 2014 in Poland 31.08 - 21.09 - Winner Poland” (på engelska). Sport Statistics. Arkiverad från originalet den 25 april 2015. https://web.archive.org/web/20150425051634/http://todor66.com/volleyball/World/Men_2014.html. Läst 24 juni 2015.
3. ↑  ”Poland triumph over Brazil to retain world title for four more years”. https://italy-bulgaria2018.fivb.com/en/news/poland-triumph-over-brazil-to-retain-world?id=79190. Läst 30 september 2018.
4. ↑  Todor Krastev (9 augusti 1976). ”Men Volleyball XXI Olympic Games Montreal (CAN) 1976 - 18-30.07 Winner Poland” (på engelska). Sport Statistics. Arkiverad från originalet den 25 juni 2015. https://web.archive.org/web/20150625194432/http://todor66.com/volleyball/Olympics/Men_1976.html. Läst 24 juni 2015.
5. ↑  Todor Krastev (9 augusti 2009). ”Men Volleyball XXVI European Championship 2009 Izmir, Istanbul (TUR) 03-13.09 - Winner Poland” (på engelska). Sport Statistics. Arkiverad från originalet den 26 juni 2015. https://web.archive.org/web/20150626125751/http://todor66.com/volleyball/Europe/Men_2009.html. Läst 24 juni 2015.